# Арриета, Хайро
Хайро Арриета Обандо (исп. Jairo Arrieta Obando; род. 25 августа 1983, Никоя, Коста-Рика) — коста-риканский футболист, нападающий клуба «Депортиво Саприсса» и сборной Коста-Рики. Участник Олимпийских игр 2004 года в Афинах.

## Клубная карьера
Арриета начал карьеру в клубе «Брухас»; провёл в команде три сезона, сыграв более 100 матчей и забил 23 гола. В 2006 году Хайро перешёл в «Саприссу». С новым клубом он пять раз выиграл чемпионат Коста-Рики.
В апреле 2012 года Арриета подписал контракт на два с половиной года с американским «Коламбус Крю». 15 июля в матче против «Спортинг Канзас-Сити» он дебютировал в MLS. 29 июля в ответном поединке Хайро сделал «дубль».
На драфте расширения МЛС 2014 Арриета был выбран клубом «Орландо Сити», но в начале 2015 года был продан взамен места иностранного игрока в «Ди Си Юнайтед». 7 марта в матче против канадского «Монреаль Импакт» он дебютировал за столичный клуб. В этом же поединке он забил свой первый гол за новую команду.
14 января 2016 года Арриета подписал контракт с клубом Североамериканской футбольной лиги «Нью-Йорк Космос». В начале 2017 года Хайро вернулся на родину, став игроком «Эредиано». 9 января в матче против «Перес-Селедон» он дебютировал за новую команду. 15 января в поединке против «Белена» Арриета забил свой первый гол за «Эредиано». В своём дебютном сезоне он стал чемпионом страны. В 2018 году в матчах Лиги чемпионов КОНКАКАФ против мексиканского УАНЛ Тигрес Арриета забил два гола.

## Международная карьера
В 2004 году в составе сборной страны Диас поехал на Олимпийские игры в Афинах. На турнире он сыграл в матчах против команд Ирака, Португалии, Аргентины и помог команде дойти до 1/4 финала.
11 декабря 2011 года в товарищеском матче против сборной Кубы Хайро дебютировал за сборную Коста-Рики. 18 января 2013 года в поединке Центральноамериканского кубка против сборной Белиза Арриета забил свой первый гол за национальную команду. Он помог сборной выиграть турнир.
В том же году он во второй раз принял участие в Золотом кубке КОНКАКАФ. На турнире он выступил в поединках против команд Гондураса, США и Белиза, а в матче против сборной Кубы он забил гол.

### Голы за сборную Коста-Рики
| №  | Дата           | Место                                      | Противник | Счёт | Результат | Соревнование                      |
| -- | -------------- | ------------------------------------------ | --------- | ---- | --------- | --------------------------------- |
| 1. | 18 января 2013 | Национальный стадион, Сан-Хосе, Коста-Рика | Белиз     | 1:0  | 1:0       | Центральноамериканский кубок 2013 |
| 2. | 22 января 2013 | Национальный стадион, Сан-Хосе, Коста-Рика | Гватемала | 1:0  | 1:1       | Центральноамериканский кубок 2013 |
| 3. | 28 марта 2013  | Стадион Содружества, Эдмонтон, Канада      | Канада    | 1:0  | 1:0       | Товарищеский матч                 |
| 4. | 9 июля 2013    | Провиденс Парк, Портленд, США              | Куба      | 2:0  | 3:0       | Золотой кубок КОНКАКАФ 2013       |

## Достижения
Командные
 «Саприсса»
- Чемпионат Коста-Рики по футболу — 2006/2007
- Чемпионат Коста-Рики по футболу — Апертура 2007/2008
- Чемпионат Коста-Рики по футболу — Клаусура 2007/2008
- Чемпионат Коста-Рики по футболу — Апертура 2008/2009
- Чемпионат Коста-Рики по футболу — Клаусура 2010

 «Нью-Йорк Космос»
- Североамериканская футбольная лига — 2015

 «Эредиано»
- Чемпионат Коста-Рики по футболу — Лето 2017

Международные
 Коста-Рика
- Центральноамериканский кубок — 2013